# Sogndal IL
Sogndal IL är en alliansidrottsförening i Sogndal, Norge, bildad 19 februari 1926.
Klubben bedriver bland annat fotboll, handboll, volleyboll, skidsport, friidrott, orientering och simsport. Fotbollssektionen kallas för Sogndal Fotball.

### Fotnoter
1. ↑  Ole Petter Pedersen. ”Sogndal Idrettslag” (på norska). Store norske leksikon. https://snl.no/Sogndal_Idrettslag. Läst 29 september 2017.